# 自治体警察 (旧警察法)

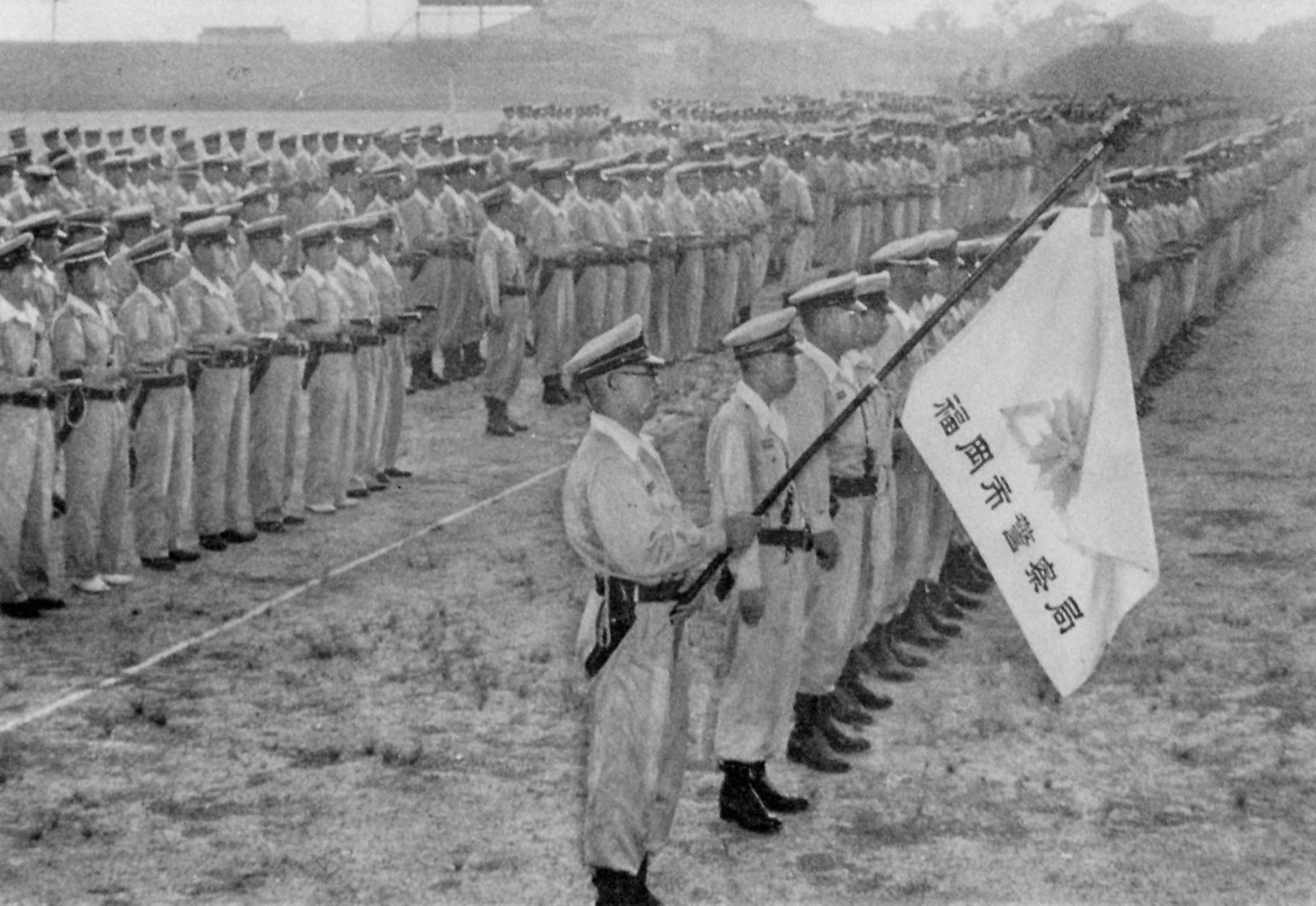
福岡市警察局の警備演習（1948年）

自治体警察（じちたいけいさつ）は、連合国軍占領下の日本で、1947年（昭和22年）の警察法（昭和22年法律第196号、いわゆる「旧警察法」）により約1600の市町村に設置された警察組織。略称は自警または自治警。
第二次世界大戦後に進められた戦後改革の一つとしてGHQ民政局のチャールズ・L・ケーディスの主導の下、戦前の中央集権的な日本の警察機構を全面的に見直して地方分権的な警察へと改めるべく設置され、アメリカ合衆国のシティポリスや保安官に倣った形態をとった。しかし、重い財政負担や犯罪対処力の低下などの諸問題（後述）から、1951年（昭和26年）以降には自治体警察を返上して国家地方警察の管轄に入る市町村が多発する。1954年（昭和29年）の警察法改正によって、自治体警察は新たに発足した各地の都道府県警察に吸収、再編されて消滅した。

## 概要

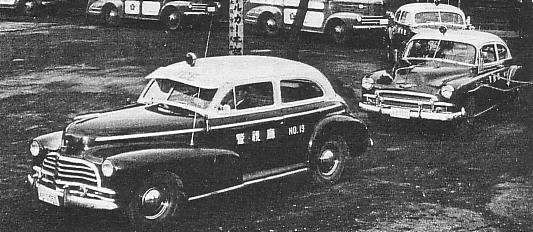
大阪市警視庁のパトカー（シボレー製）。車体に「警視廰」とある。

自治体警察はすべての市および、人口5000人以上の市街的町村に設置されると定められた。市町村長の所轄のもとに市町村公安委員会を置き、自治体警察を管理するものとされ、自治体警察は、最高責任者である警察長（現行法における警察本部長に相当）と警察吏員（現行法における警察官に相当）によって構成された。経費は当初、旧警察法附則に於いて「市町村警察に関する費用は、地方自治財政が確立される時まで、政令の定るところにより国庫及び都道府県がこれを負担する」と定められていたが、警察法施行からわずか三カ月後に地方財政法によって「自治体警察に要する経費」は「当該地方公共団体が、全額これを負担する」とされた事で、自治体警察はすべて当該自治体の負担とされた。
国家非常事態が布告された場合には、内閣総理大臣が全警察を統制する事が可能となっていた。
戦前の日本の警察は、国家の警察として非常に統一的であり極めて中央集権的であり、軍部や政党やその他一部の人々が自分たちの利益や目的のために、この警察力を利用して国民の平和や権利を踏みにじる場合が少なくなかった。その反省を踏まえて警察組織を「国家地方警察」と「自治体警察」との二つに分かち､それぞれが互いに独立する仕組みにした。
複数の警察署を置く場合は警察本部の設置が義務付けられており、大都市の警察本部は警察局と称することが多かった。
東京23区はかつての東京市の区域であったことから、特別区の区域全体を一つの市とみなし、東京都知事の所轄のもとに特別区公安委員会を置き、自治体警察たる警視庁を管理した。警視庁設置に際して、GHQ公安課は、東京以外の七大都市にも警視庁の名を冠した自治体警察を設置することを条件に、東京特別区の自治体警察組織の名称を「警視庁」とすることを認めた。これを受けて、大阪市の警察本部は、一時期大阪市警視庁を称していた。

## 自治体警察の問題と廃止

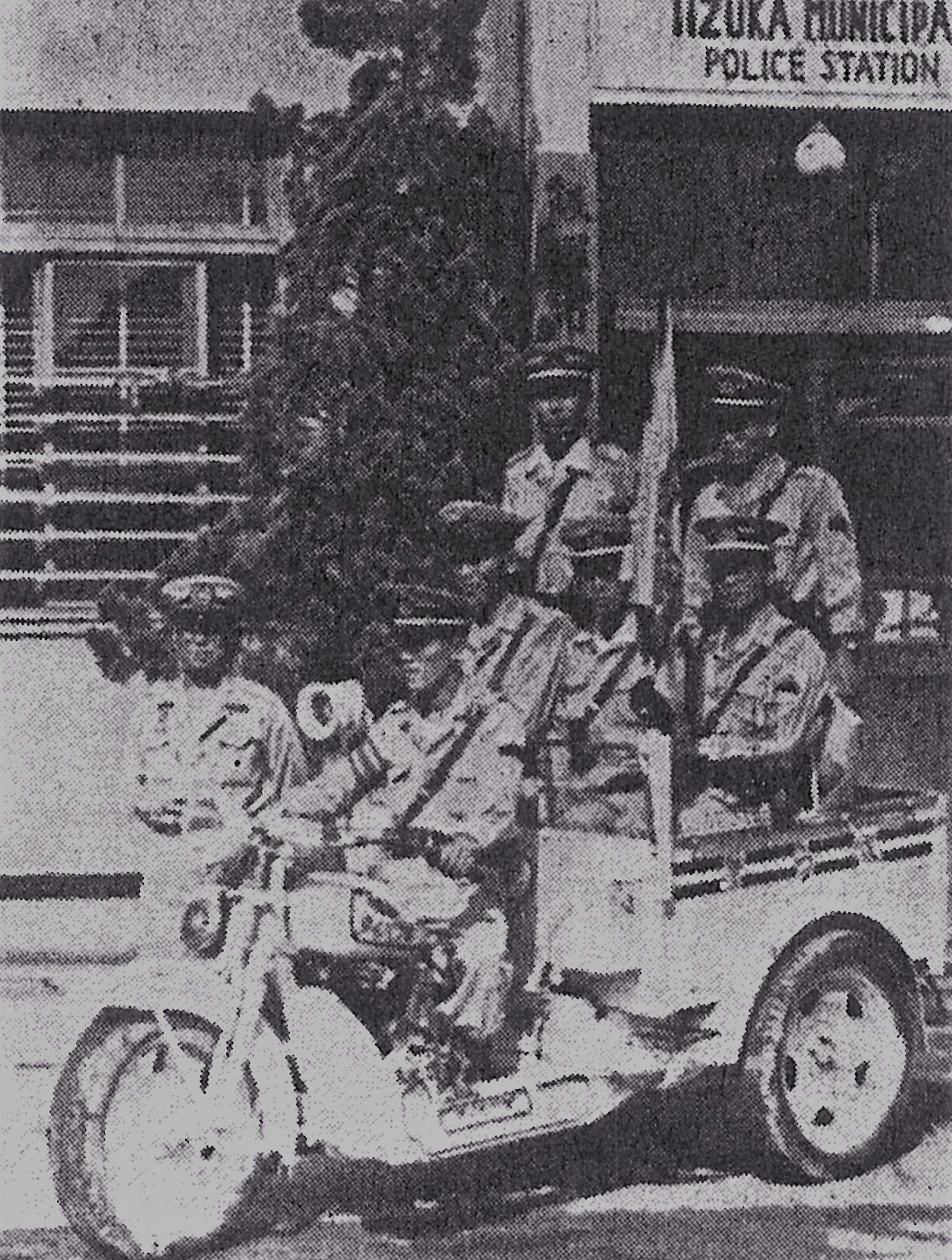
飯塚市警察署とオート三輪（1950年）。警察署の外壁には、「Iizuka Municipal Police Station（直訳すると「飯塚市営警察署」）」とある。物資や予算の不足から、オート三輪をパトカーの代わりに用いる警察もあった。

警察経費については当該自治体が全額負担する事になった事もあり、小規模の町村にとって警察経費は重い財政負担だった。そのため旧警察法が施行された1948年時点でも自治体警察の返上の希望が相次いだ。財政負担は町村のみならず、都市部でも問題であった。一例を挙げると、札幌市警察は当時の金額で毎年40万円程度の赤字を抱えており、予算が尽きる年末あたりになると警察長が市民に対して募金活動を行っていた。また、大半の警察署が定員が十数人から二十数人のみで、小規模な警察署では署長以下7人で業務を行わなければならないなど負担も大きく、物資不足でパトカーすら無い警察署もあった。
また、自治体ごとに小分けにされた警察は広域犯罪に対処することができず、戦後の混乱期にあって増加する犯罪に的確に対処することが難しい事例もあった。国家地方警察との間には命令などの権利が無く縦割りも浮き彫りになり、一つの警察署に2人の署長がいたり、捜査の情報が伝わらなかったり、捜査の優先権などで対立することもあった。福岡県城島町は町域が細長く、全域が自治体警察と国家地方警察の共同管理地域になるため、町は自治体警察は不要と主張したが、GHQの指令だからと説得し城島町警察署が設置された。さらに自治体警察は小規模かつ地元に密着していることから、地元の有力者や暴力団などとの癒着も横行していた。
これらの様々な問題を受け、1951年（昭和26年）に一部法改正が行われ、住民投票の付託で自治体警察の存廃ができるようになると、自治体警察の返上が相次ぎ、ほんの僅かな期間に1千以上の自治体警察が廃止された。自治体警察の返上の是非を問う住民投票の関心は総じて低く、比較的関心が高かったとされる大阪府20町村でも投票率は41％と低調だった。1953年（昭和28年）までに町村警察は139に激減。自治警を廃止した町村は国家地方警察の管轄となった。
それでも自治体警察の約3割が存続したが、1953年（昭和28年）の第15国会で国家地方警察と自治体警察を都道府県警察に一本化する警察法改正案が提出された。この改正案は国会がバカヤロー解散で閉会したことから廃案となったが、中央集権の再来として五大都市や福岡県（福岡市、小倉市、門司市、八幡市、若松市）を中心に反対運動が起き、市議会での改正案反対決議や地元選出議員による陳情、市当局による反対運動が実施された。しかし、1954年（昭和29年）に全面改正された現行の警察法が施行されたことにより、国家地方警察と自治体警察は廃止され、警察庁と都道府県警察に再編成された。国家地方警察東京都本部と警視庁 (旧警察法)も廃止され、都内全域を管轄する単一の組織である、警視庁に再編成された。一方、五大市の市警察（横浜市警、名古屋市警、京都市警、大阪市警、神戸市警）は暫定措置として存置されたが、翌1955年には五大市警察も廃止され、府県警察に吸収された。
元警察官僚で作家の佐々淳行によると、自治体警察の廃止に関して、東京と大阪の二つの警視庁をはじめとした大都市の市警察が強く反対していたという。これは、総監や本部長以外は、非高文組が中核を占めていた自治体警察側が、高文組で旧内務省警保局の後継である国家地方警察側に事実上吸収され、戦前のように高文組のエリートに警察行政の主導権を握られることを嫌ったためである。実際、新警察法施行後は、国家地方警察側が警察庁と都道府県警察の主要ポストを独占し、居場所をなくした自治体警察の幹部はその後、弁護士に転身したり、畑違いの仕事に転職して苦労する者も多かった。
一方で、警察の民主化に自治体警察は大きな効果があったという意見もある。公安委員会は都道府県単位で存続し、都道府県警察に対する行政機構として一応の存続を見た。

## 各地の自治体警察

### 北海道
- 札幌市警察
- 豊平町警察
- 江別町警察
- 岩見沢市警察
- 夕張市警察
- 美唄市警察
- 上砂川町警察
- 歌志内町警察
- 滝川町警察
- 赤平市警察
- 芦別市警察
- 小樽市警察
- 余市町警察
- 古平町警察
- 俱知安町警察
- 岩内町警察
- 伊達町警察
- 虻田町警察
- 室蘭市警察
- 苫小牧市警察
- 浦河町警察
- 函館市警察
- 江差町警察
- 今金町警察
- 旭川市警察
- 美瑛町警察
- 枝幸町警察
- 稚内市警察
- 留萌市警察
- 増毛町警察
- 釧路市警察
- 弟子屈町警察
- 帯広市警察
- 幕別町警察
- 清水町警察
- 北見市警察
- 留辺蘂町警察
- 網走市警察
- 津別町警察
- 紋別市警察
- 滝上町警察

### 東北地方
- 青森市警察
- 弘前市警察
- 八戸市警察
- 小湊町警察
- 蟹田町警察
- 野内村警察
- 鯵ヶ沢町警察
- 木造町警察
- 深浦町警察
- 黒石町警察
- 藤崎町警察
- 石川町警察
- 大鰐町警察
- 柏木町警察
- 尾上町警察
- 浪岡町警察
- 大光寺町警察
- 蔵館村警察
- 五所川原町警察
- 板柳町警察
- 金木町警察
- 鶴田町警察
- 野辺地町警察
- 七戸町警察
- 三本木町警察
- 百石町警察
- 田名部町警察
- 川内町警察
- 大湊町警察
- 大畑町警察
- 大間町警察
- 三戸町警察
- 田子町警察
- 五戸町警察
- 盛岡市警察
- 宮古市警察
- 大船渡市警察
- 一関市警察
- 釜石市警察
- 仙台市警察
- 石巻市警察
- 塩竈市警察
- 古川市警察
- 気仙沼市警察
- 秋田市警察
- 能代市警察
- 大館市警察
- 山形市警察
- 米沢市警察
- 鶴岡市警察
- 酒田市警察
- 新庄市警察
- 福島市警察
- 若松市警察
- 郡山市警察
- 平市警察
- 白河市警察

### 関東地方
- 水戸市警察
- 日立市警察
- 土浦市警察
- 古河市警察
- 宇都宮市警察
- 栃木市警察
- 佐野市警察
- 足利市警察
- 前橋市警察
- 高崎市警察
- 桐生市警察
- 伊勢崎市警察
- 浦和市警察
- 大宮市警察
- 川越市警察
- 熊谷市警察
- 川口市警察
- 秩父市警察
- 所沢市警察
- 本庄町警察
- 松山町警察
- 春日部町警察
- 千葉市警察
- 船橋市警察
- 銚子市警察
- 市川市警察
- 館山市警察
- 木更津市警察
- 松戸市警察
- 野田市警察
- 佐原市警察
- 茂原市警察
- 成田町警察
- 警視庁(東京23区管轄)
- 八王子市警察
- 青梅市警察
- 立川市警察
- 武蔵野市警察
- 三鷹市警察
- 町田町警察
- 横浜市警察
- 川崎市警察
- 横須賀市警察
- 鎌倉市警察
- 藤沢市警察
- 小田原市警察
- 平塚市警察
- 相模原町警察

### 中部地方
- 新潟市警察
- 長岡市警察
- 高田市警察
- 柏崎市警察
- 三条市警察
- 新津市警察
- 新発田市警察
- 加茂市警察
- 堀之内町警察
- 今町警察
- 富山市警察
- 高岡市警察
- 魚津市警察
- 新湊市警察
- 金沢市警察
- 七尾市警察
- 小松市警察
- 福井市警察
- 敦賀市警察
- 小浜市警察
- 武生市警察
- 甲府市警察
- 富士吉田市警察
- 長野市警察
- 松本市警察
- 上田市警察
- 岡谷市警察
- 飯田市警察
- 諏訪市警察
- 岐阜市警察
- 大垣市警察
- 美濃町警察
- 高山市警察
- 多治見市警察
- 関市警察
- 中津川市警察
- 静岡市警察
- 清水市警察
- 浜松市警察
- 沼津市警察
- 熱海市警察
- 三島市警察
- 吉原市警察
- 富士宮市警察
- 伊東市警察
- 島田市警察
- 磐田市警察
- 焼津市警察
- 名古屋市警察
- 豊橋市警察
- 岡崎市警察
- 一宮市警察
- 瀬戸市警察
- 半田市警察
- 春日井市警察
- 豊川市警察
- 津島市警察
- 碧南市警察
- 刈谷市警察
- 挙母市警察
- 安城市警察
- 蒲郡市警察
- 鳴海町警察
- 津市警察
- 四日市市警察
- 宇治山田市警察
- 松阪市警察
- 桑名市警察
- 上野市警察
- 鈴鹿市警察

### 近畿地方
- 大津市警察
- 彦根市警察
- 長浜市警察
- 京都市警察
- 舞鶴市警察
- 福知山市警察
- 綾部市警察
- 宇治市警察
- 大阪市警視庁
- 高槻市警察
- 茨木市警察
- 吹田市警察
- 池田市警察
- 豊中市警察
- 堺市警察
- 泉大津市警察
- 忠岡町警察
- 岸和田市警察
- 貝塚市警察
- 泉佐野市警察
- 藤井寺町警察
- 登美丘町警察
- 富田林市警察
- 布施市警察
- 巽町警察
- 八尾市警察
- 加美村警察
- 矢田村警察
- 道明寺町警察
- 枚方市警察
- 寝屋川市警察
- 守口市警察
- 茨田町警察
- 神戸市警察
- 尼崎市警察
- 明石市警察
- 姫路市警察
- 西宮市警察
- 芦屋市警察
- 加古川市警察
- 豊岡市警察
- 龍野市警察
- 高砂町警察
- 洲本市警察
- 由良町警察
- 生穂町警察
- 福良町警察
- 伊丹市警察
- 北條町警察
- 赤穂市警察
- 西脇市警察
- 相生市警察
- 奈良市警察
- 大和高田市警察
- 和歌山市警察
- 新宮市警察
- 田辺市警察
- 海南市警察

### 中国・四国地方
- 鳥取市警察
- 米子市警察
- 松江市警察
- 浜田市警察
- 出雲市警察
- 益田町警察
- 岡山市警察
- 倉敷市警察
- 津山市警察
- 玉野市警察
- 児島市警察
- 笠岡市警察
- 西大寺市警察
- 玉島市警察
- 井原市警察
- 広島市警察
- 呉市警察
- 福山市警察
- 三原市警察
- 尾道市警察
- 因島市警察
- 山口市警察
- 岩国市警察
- 下関市警察
- 宇部市警察
- 萩市警察
- 防府市警察
- 下松市警察
- 小野田市警察
- 徳山市警察
- 光市警察
- 徳島市警察
- 鳴門市警察
- 小松島市警察
- 池田町警察
- 高松市警察
- 丸亀市警察
- 松山市警察
- 宇和島市警察
- 今治市警察
- 新居浜市警察
- 八幡浜市警察
- 西条市警察
- 高知市警察

### 九州地方
- 福岡市警察
- 小倉市警察
- 門司市警察
- 戸畑市警察
- 若松市警察
- 八幡市警察
- 飯塚市警察
- 直方市警察
- 田川市警察
- 久留米市警察
- 柳川市警察
- 大牟田市警察
- 佐賀市警察
- 唐津市警察
- 長崎市警察
- 佐世保市警察
- 諫早市警察
- 大村市警察
- 島原市警察
- 熊本市警察
- 荒尾市警察
- 八代市警察
- 人吉市警察
- 大分市警察
- 別府市警察
- 中津市警察
- 日田市警察
- 佐伯市警察
- 臼杵市警察
- 津久見市警察
- 宮崎市警察
- 都城市警察
- 延岡市警察
- 鹿児島市警察
- 谷山町警察
- 鹿屋市警察
- 枕崎市警察
- 阿久根市警察
- 川内市警察